# Прометазои
Прометазои (лат. Prometazoa, также Parazoa) — подцарство многоклеточных животных, к которому относят губок и пластинчатых. Ранее к этому подцарству относили также ортонектид и дициемид, объединённых в тип мезозоев. Сейчас доказано, что ортонектиды и дициемиды — вторично упрощённые представители раздела Bilateria.
Прометазоев противопоставляют «настоящим многоклеточным» — эуметазоям, от которых они отличаются отсутствием настоящих зародышевых листков (эктодермы, энтодермы и мезодермы), нервной и мышечной системы, а также, как полагают, первичным отсутствием рта и кишечника (у некоторых эуметазоев они исчезли вторично).
По некоторым данным, подцарство прометазоев является полифилетическим таксоном. Имеются молекулярные и эмбриологические данные, указывающие на то, что плакозои — сестринский таксон книдарий, а губки — сестринский таксон гребневиков.